# Sant'Antonio di Gallura
Sant'Antonio di Gallura (Sant'Antoni di Gaddhura in gallurese, Sant'Antòni de Calanzànos in sardo) è un comune italiano di 1 420 abitanti della provincia della Gallura Nord-Est Sardegna, nella subregione storica della Gallura.

## Geografia fisica

### Territorio
Il territorio comunale è situato su una collina di 357 metri di altitudine ed è circondato da profonde vallate e boschi di querce che ne fanno un paese di tradizione agropastorale. Comprende la parte orientale del lago artificiale Liscia.

## Storia

### Preistoria
Si può dedurre che l'uomo era presente nel territorio santantonese già durante l'età prenuragica. Le campagne di Sant'antonio sono contigue a quelle di Luogosanto, Olbia e Arzachena, luoghi nei quali sono stati riportati alla luce monumenti funerari risalenti a quell'epoca. Varie zone del territorio santantonese si rifanno al nome nuraghe: Lu Nurachéddu località posta in Campu d'idda, Lu Mònti di lu Naràcu una prominenza ai margini del centro abitato e Monti di Lu Naracu un colle a 5 km dal paese.
Pare infatti che alle falde della prominenza granitica di Lu Naracu, un tempo, forse in età nuragica sorgesse un nuraghe del quale si è persa oggi ogni traccia ma che lascia posto alla scoperta in via Pergolesi di un fondamento a pianta circolare e di reperti vari attribuiti ad un centro demico che forse aveva in suo fulcro religioso nell'antica chiesa di Sant'Andrea. Poco lontana dal centro cittadino, è presente anche una muraglia megalitica.

### L'abitato contemporaneo
La nascita di Sant'Antonio risale solo ai primi del Novecento. Agli inizi degli anni cinquanta il centro abitato aveva una popolazione di circa 750 abitanti. Numerose famiglie, sparse nelle campagne limitrofe, si erano trasferite nel nascente paesino, sorto attorno alla chiesa ubicata nel territorio del comune di Calangianus. Il piccolo centro ha ottenuto nel 1979 la sua autonomia dal vicino paese di Calangianus, assieme al piccolo paesino di Priatu.

### Simboli
Lo stemma e il gonfalone del comune di Sant'Antonio di Gallura sono stati concessi con decreto del presidente della Repubblica del 25 ottobre 2000.
Il gonfalone è un drappo partito di giallo e di azzurro.

## Società

### Evoluzione demografica
Abitanti censiti

### Etnie e minoranze straniere
Secondo i dati ISTAT la popolazione straniera residente al 31 dicembre 2009 era di 160 persone (79 maschi e 81 femmine). Le nazionalità maggiormente rappresentate erano:
- Romania 124 7,32%
- Marocco 19 1,12%

### Lingue e dialetti
Il dialetto parlato a Sant'Antonio è il gallurese.

## Economia
L'economia è basata sull'agricoltura, l'allevamento e l'estrazione del sughero, ma sono assai numerosi coloro che si spostano, in particolar modo nei periodi estivi, nei comuni limitrofi di Arzachena e Olbia per un lavoro stagionale nell'industria turistica.

## Infrastrutture e trasporti

### Ferrovie
Il territorio comunale è attraversato dalla ferrovia Sassari-Tempio-Palau, linea utilizzata in questo tratto sino al 1997 per i servizi di trasporto pubblico e successivamente per esclusivi impieghi turistici legati al Trenino Verde. Tre gli impianti ferroviari presenti nel comune: la stazione di Sant'Antonio e le fermate di Rio Piatto e di Lago del Liscia.

## Amministrazione
| Periodo         | Periodo         | Primo cittadino          | Partito                            | Carica  | Note   |
| --------------- | --------------- | ------------------------ | ---------------------------------- | ------- | ------ |
| 6 giugno 1993   | 27 aprile 1997  | Tonina Luciano           | DC                                 | Sindaco | [ 6 ]  |
| 27 aprile 1997  | 13 maggio 2001  | Tonina Luciano in Farina | liste civiche di centro-sinistra   | Sindaco | [ 7 ]  |
| 13 maggio 2001  | 28 maggio 2006  | Angelo Pittorru          | lista civica                       | Sindaco | [ 8 ]  |
| 28 maggio 2006  | 30 maggio 2010  | Benito Scanu             | lista civica                       | Sindaco | [ 9 ]  |
| 30 maggio 2010  | 31 maggio 2015  | Angelo Pittorru          | lista civica "Sant'Antonio Cambia" | Sindaco | [ 10 ] |
| 31 maggio 2015  | 26 ottobre 2020 | Carlo Duilio Viti        | lista civica "Sant'Antonio Cambia" | Sindaco | [ 11 ] |
| 26 ottobre 2020 | in carica       | Carlo Duilio Viti        | lista civica "Sant'Antonio Cresce" | Sindaco | [ 12 ] |